# Oscaecilia hypereumeces
Oscaecilia hypereumeces es una especie de anfibio gimnofión de la familia Caeciliidae.
Es endémica del territorio del municipio de Joinville, del estado de Santa Catarina (Brasil).
Se halla a una altitud de unos 300 m s. n. m.